# Romani dos Cárpatos
O Romani dos Cárpatos, também conhecido como Romani Central ou Romungro Romani, é um grupo de dialetos da língua romani falada desde o sul da Polônia até a Hungria, e do leste da Áustria até a Ucrânia.
O Romani Central Norte é um dos doze principais grupos de dialetos dentro do Romani, uma língua indo-ariana da Europa. Os dialetos Central Norte do Romani são tradicionalmente falados por alguns subgrupos étnicos do povo Romani na Hungria, na República Tcheca, na Eslováquia (com exceção das regiões sudoeste e centro-sul), no sudeste da Polônia, na província da Transcarpática da Ucrânia e em partes da Transilvânia Romena. Existem também comunidades de emigrantes estabelecidas de falantes do Romani Central Norte nos Estados Unidos, e comunidades de emigrantes recentes no Reino Unido, Irlanda, Bélgica e alguns outros países da Europa Ocidental. 

## Dialetos
Elšík  usa esta classificação e exemplos de dialetos (informações geográficas de Matras):
| Subgrupo     | Dialeto            | Lugar moderno                                            |
| ------------ | ------------------ | -------------------------------------------------------- |
| Centro Norte | Boêmio             | República Tcheca (extinto mais tarde depois do Porajmos) |
|              | Eslovaco Ocidental | Eslováquia                                               |
|              | Eslovaco Oriental  | Eslováquia, República Tcheca                             |
|              | Sul-Polonês        | Polônia                                                  |
| Gurvari      | Gurvari            | Hungria                                                  |
| Centro Sul   | Romungro           | Hungria                                                  |
|              | Romano             | Áustria                                                  |
|              | Vend               | Hungria, Eslovénia                                       |